# كارين هال
كارين هال (بالإنجليزية: Karen Hall)‏ هي كاتبة سيناريو أمريكية، ولدت في عقد 1940.

## وصلات خارجية
- كارين هال على موقع IMDb (الإنجليزية)
- كارين هال على موقع قاعدة بيانات الفيلم (الإنجليزية)